# Gellerts Butterbirne

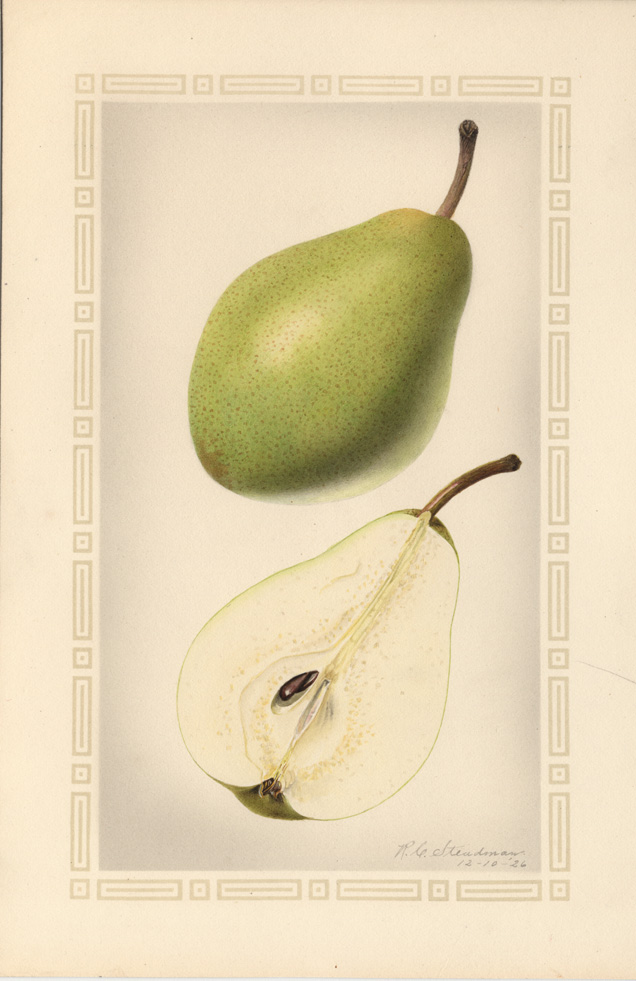
Aquarell einer Birne der Sorte ‘Beurré Hardy’

Gellerts Butterbirne ist eine zwar alte, aber dennoch regelmäßig kultivierte Sorte der Birne (Pyrus communis). Sie wurde um 1820 von M. Bonnet in Frankreich gefunden und gelangte unter dem Namen Beurré Hardy – benannt nach dem damaligen Direktor des Jardin du Luxembourg – in den Handel. In Deutschland wurde sie 1838 von Oberdieck Gellerts Butterbirne oder kurz Gellert benannt.
Der Baum wächst besonders in der Jugend sehr robust und stark, wodurch er als Hochstamm schnell eine sehr ausladende Krone entwickeln kann, die einen guten, pyramidenartigen Aufbau erfordert. Wegen dieser Starkwüchsigkeit wird sie im modernen, intensiven Anbau ungern verwendet, eignet sich aber gut als Stammbildner oder für Streuobstwiesen. Die Blätter sind auffallend dunkelgrün und entlang der Mittelrippe schiffartig gebogen.
Es handelt sich um eine exzellente Tafelbirne, deren Früchte mittelgroß bis groß, stumpfkegelig (abgestumpft-kegelförmig) und grünlichgelb, später gelb gefärbt sind. Die Länge variiert von 75 bis 90 mm bei einem Gewicht der einzelnen Frucht von 130 bis 200 g. Der Stiel ist kurz und dick, Stiel- und Kelchgrube nur schwach ausgeprägt. Die ganze Frucht ist fein berostet. Sonnenseits sind sie meist bronzeorangerot. Das Fruchtfleisch besitzt eine gelblichweiße Farbe, ist sehr saftig schmelzend und leicht aromatisch. Die Schale ist auch bei der Reife dick und hart.
Gellerts Butterbirne wird ab Anfang September reif und kann sofort verzehrt oder bis Oktober gelagert werden. Für längere Lagerung, etwa im Kühllager, ist sie nicht geeignet.
Mögliche Befruchtersorten sind ‘Clapps Liebling’, ‘Gute Luise’ und ‘Williams Christ’.
Diese Sorte stellt keine großen Ansprüche an den Standort und kann ein sehr hohes Alter von 100 Jahren und mehr erreichen.

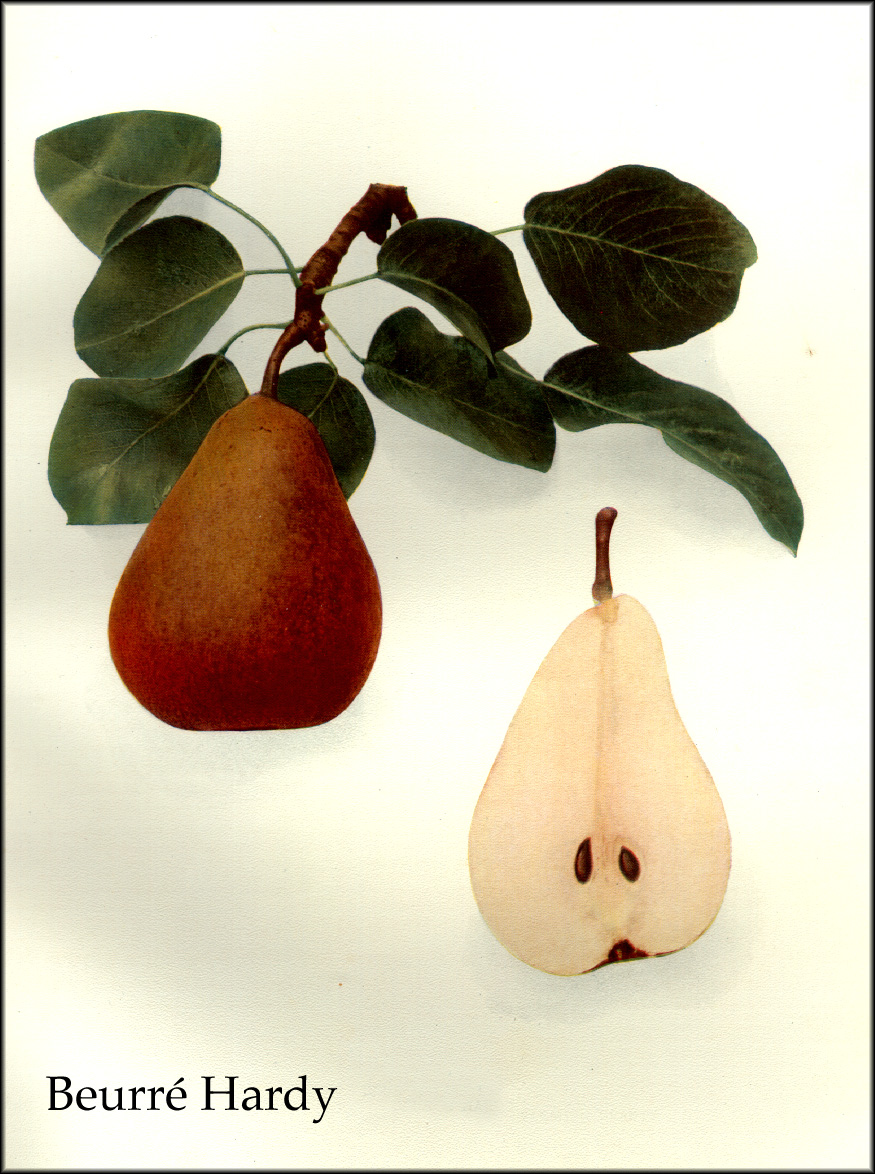
Hedrick (1921)
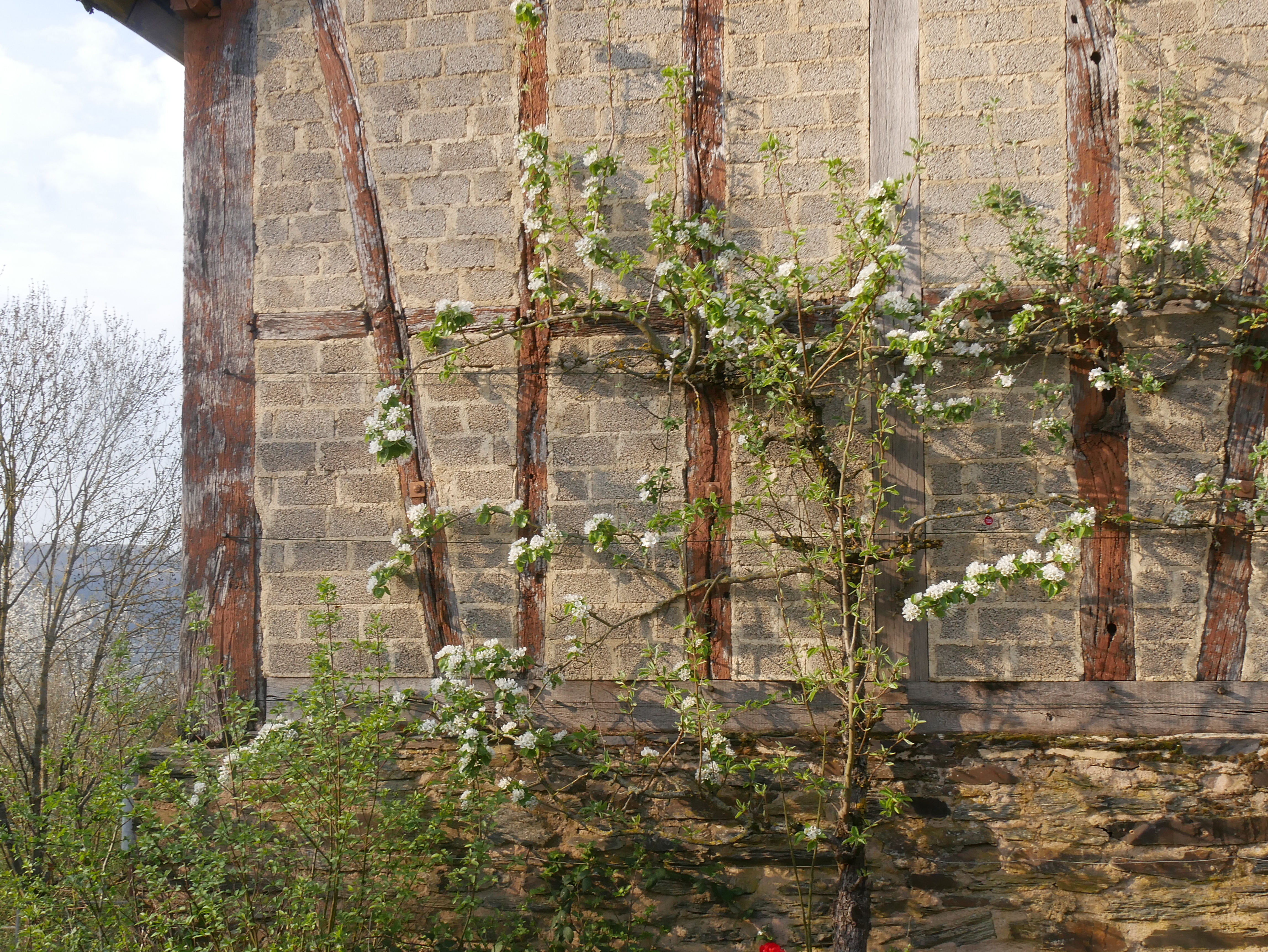
Ganzer Spalierbaum
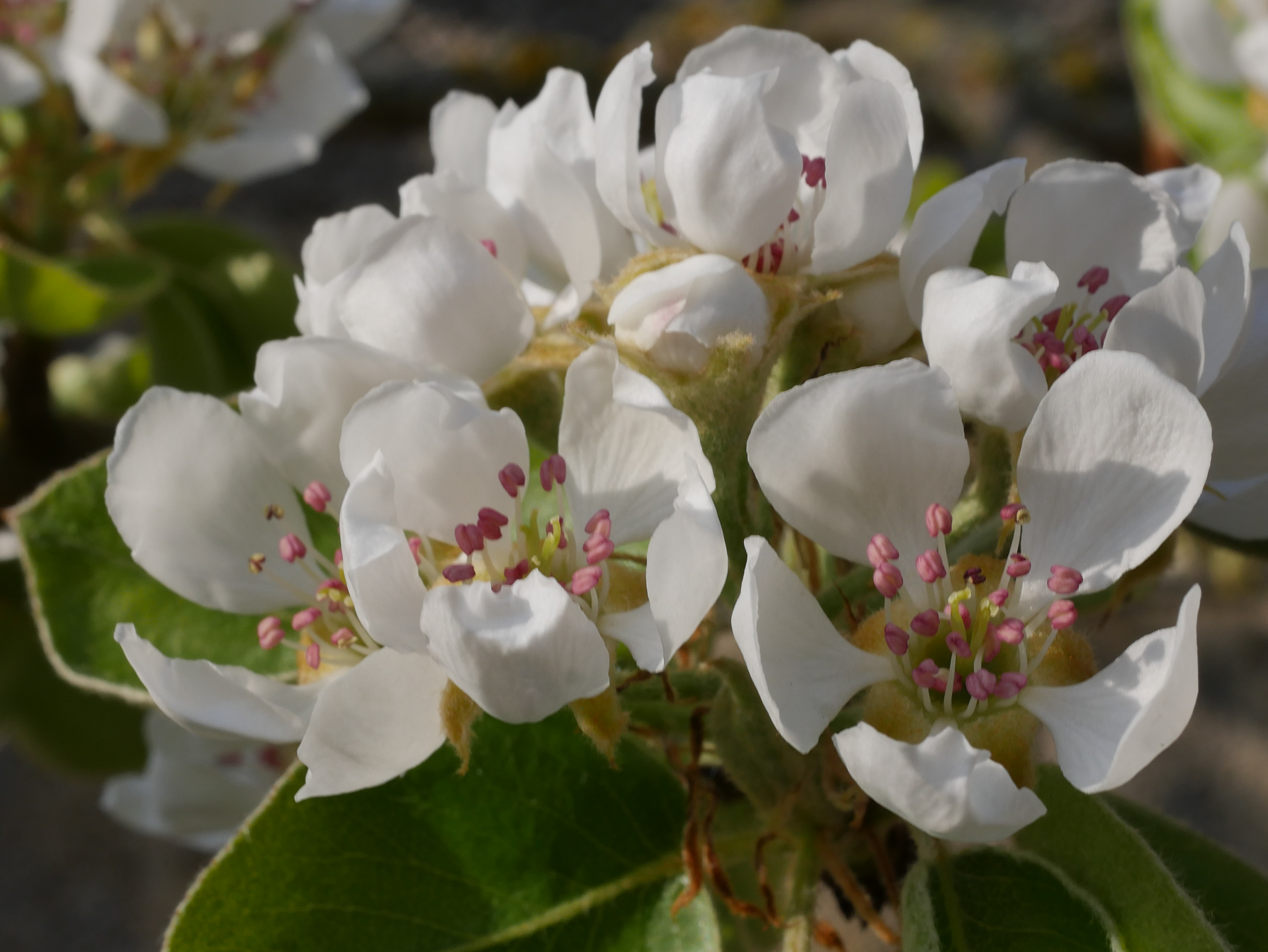
Blüten
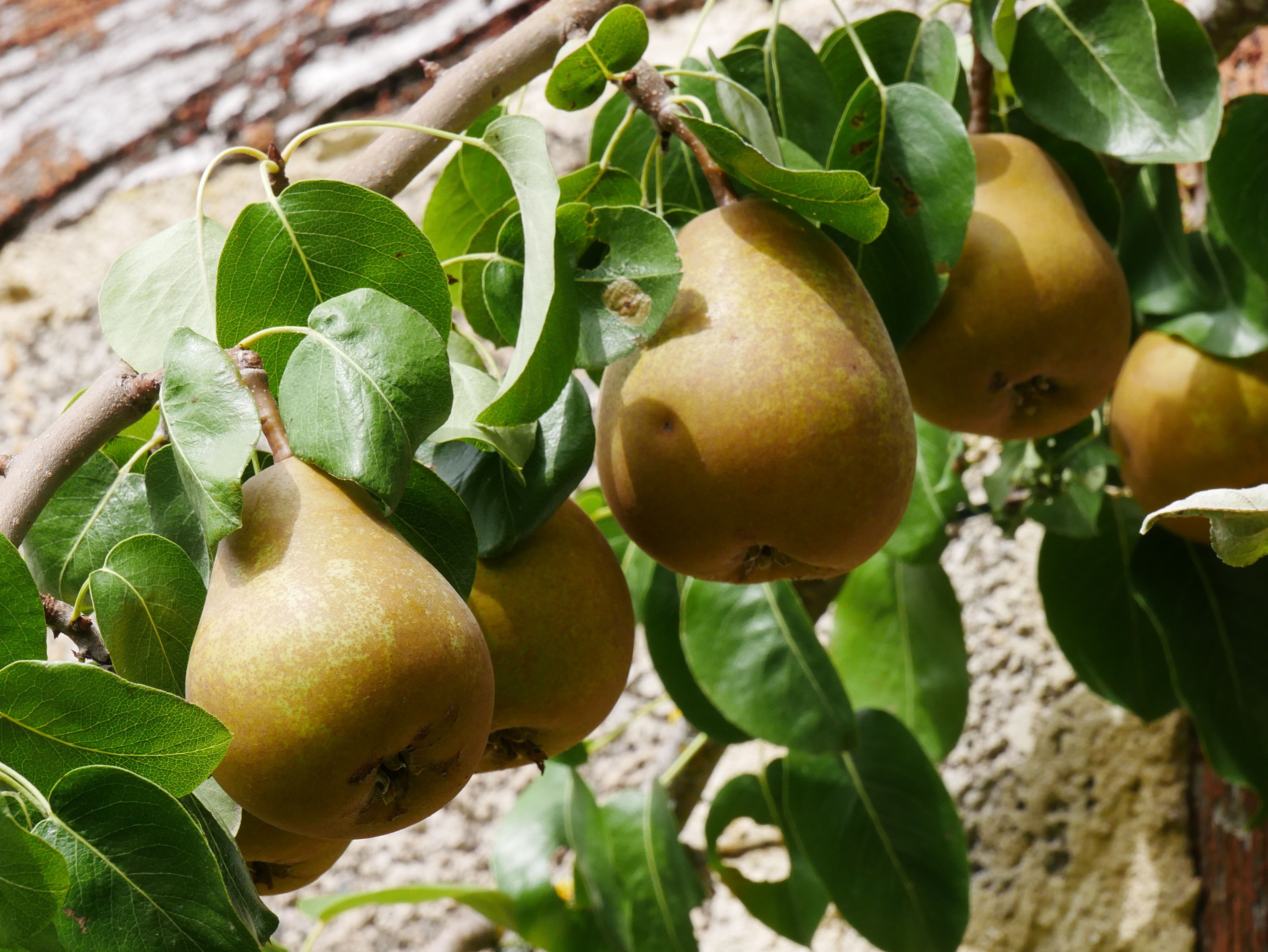
Früchte
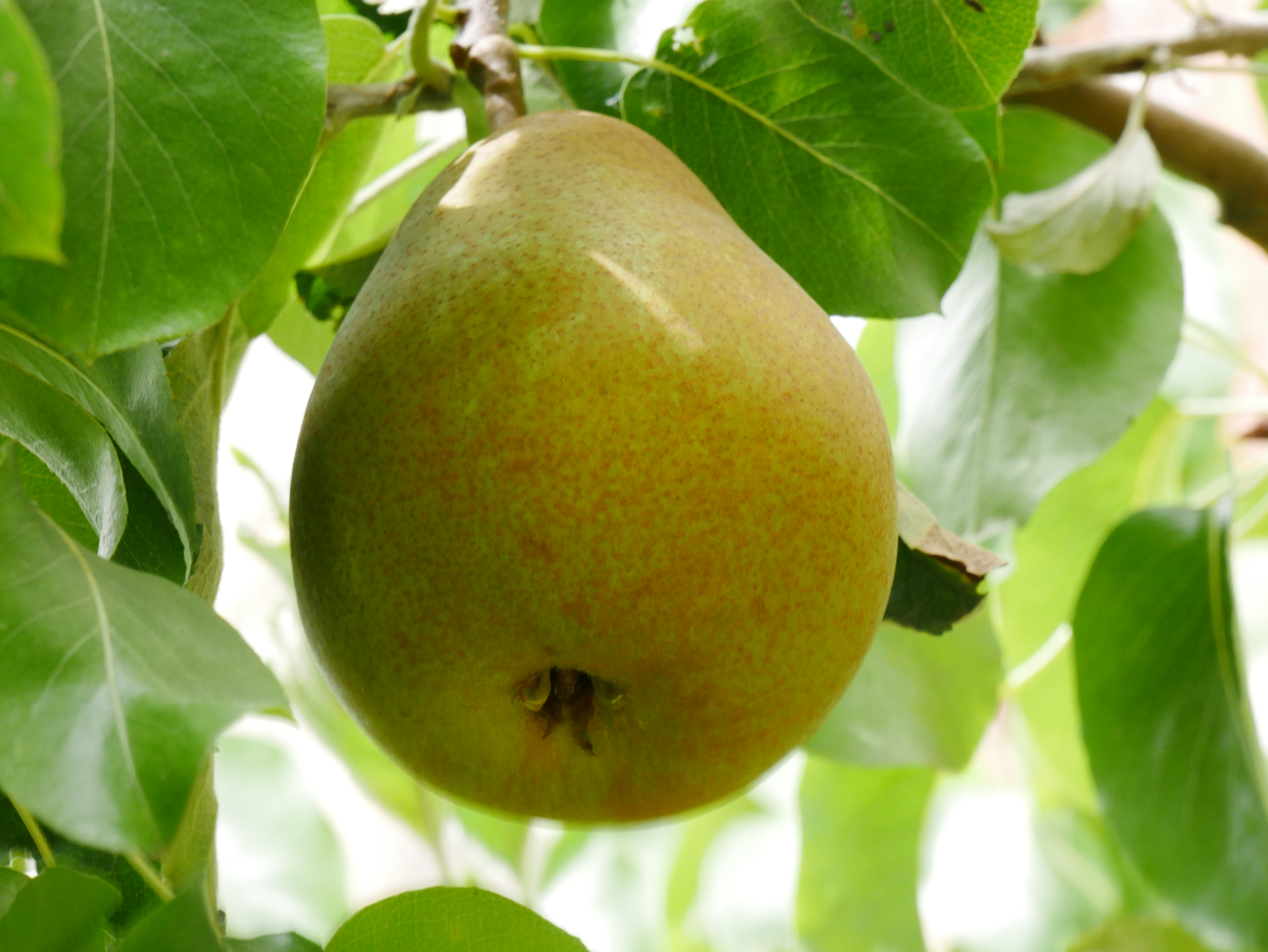
Einzelne Frucht
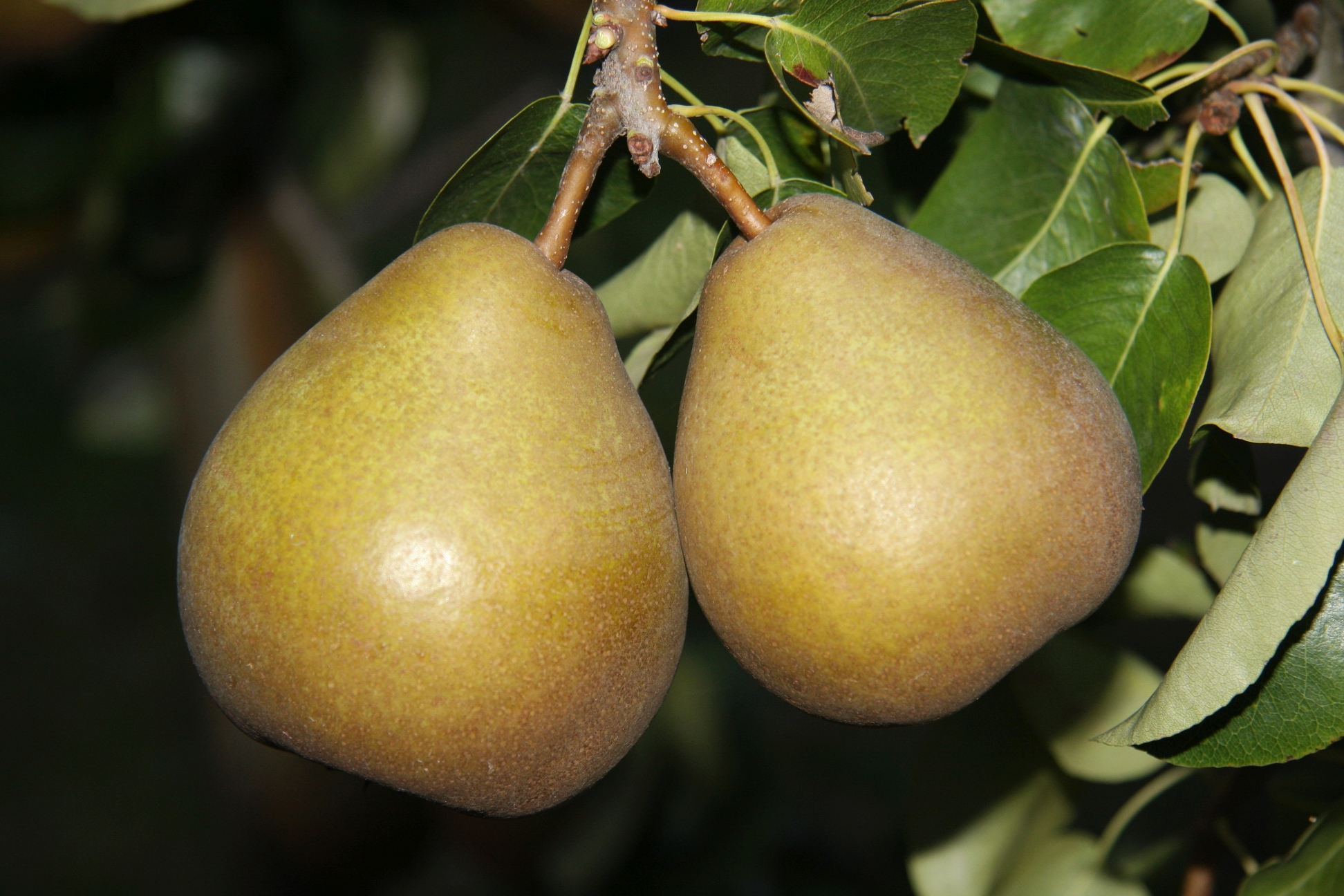
Reife Früchte der Sorte ‘Gellerts Butterbirne’

## Belege
- Manfred Fischer (Hrsg.): Farbatlas Obstsorten. 2., stark überarbeitete Auflage. Ulmer, Stuttgart 2003, ISBN 3-8001-5547-8, S. 102.
- Walter Hartmann (Hrsg.): Farbatlas Alte Obstsorten. 2., stark überarbeitete Auflage. Ulmer, Stuttgart 2003, ISBN 3-8001-4394-1, S. 194.